# باران (فیلم ۲۰۰۶)
باران (انگلیسی: Rain) فیلمی است که در سال ۲۰۰۶ منتشر شد. از بازیگران آن می‌توان به فی داناوی، رابرت لوگیا، کندی الکساندر، جریکا هینتون و جیانکارلو اسپوزیتو اشاره کرد.